# Albert Milambo-Mutamba
Albert Milambo-Mutamba (ur. 1 grudnia 1984 w Mbuji-Mayi) – piłkarz z Demokratycznej Republiki Konga grający na pozycji pomocnika.

## Kariera klubowa
Karierę piłkarską Milambo-Mutamba rozpoczął w klubie AS Vita Club z miasta Kinszasa. W 2004 roku zadebiutował w jego barwach w pierwszej lidze Demokratycznej Republiki Konga. Z kolei w 2005 roku występował w klubie FC Saint Eloi Lupopo z Lubumbashi.
W 2005 roku Milambo-Mutamba odszedł z Saint Eloi Lupopo do francuskiego Le Havre AC. Przez 3 sezony zaliczył sporadyczne występy w Ligue 2 – łącznie rozegrał 18 meczów i strzelił 1 gola. W sezonie 2008/2009 grał w trzecioligowym AS Beauvais, a w połowie 2009 roku odszedł do innego zespołu z tej ligi, AS Cannes.
W 2016 roku grając w CD Primeiro de Agosto został mistrzem Angoli. W 2017 roku był zawodnikiem Académiki Lobito.
| Sezon   | Klub                    | Kraj                          | Rozgrywki                     | Mecze | Bramki |
| ------- | ----------------------- | ----------------------------- | ----------------------------- | ----- | ------ |
| 2004    | AS Vita Club            | Demokratyczna Republika Konga | Linafoot                      | ?     | ?      |
| 2005    | FC Saint Eloi Lupopo    | Demokratyczna Republika Konga | Linafoot                      | ?     | ?      |
| 2005/06 | Le Havre AC             | Francja                       | Ligue 2                       | 4     | 0      |
| 2006/07 | Le Havre AC             | Francja                       | Ligue 2                       | 13    | 1      |
| 2007/08 | Le Havre AC             | Francja                       | Ligue 2                       | 1     | 0      |
| 2008/09 | AS Beauvais             | Francja                       | Championnat National          | 30    | 4      |
| 2009/10 | AS Cannes               | Francja                       | Championnat National          | 26    | 1      |
| 2010/11 | AS Beauvais             | Francja                       | Championnat National          | 31    | 7      |
| 2011/12 | AS Beauvais             | Francja                       | Championnat National          | 35    | 7      |
| 2012/13 | AS Beauvais             | Francja                       | Championnat de France amateur | 6     | 1      |
| 2013    | Progresso do Sambizanga | Angola                        | Girabola                      | ?     | ?      |
| 2014    | Progresso do Sambizanga | Angola                        | Girabola                      | 1     | 0      |
| 2015    | Progresso do Sambizanga | Angola                        | Girabola                      | 18    | 2      |
| 2016    | CD Primeiro de Agosto   | Angola                        | Girabola                      | 5     | 0      |
| 2017    | Académica Lobito        | Angola                        | Girabola                      | 6     | 1      |

## Kariera reprezentacyjna
W reprezentacji Demokratycznej Republiki Konga Milambo-Mutamba zadebiutował w 2004 roku. W 2006 roku rozegrał 2 spotkania w Pucharze Narodów Afryki 2006: z Angolą (0:0) i z Kamerunem (0:2).